# Liste der Baudenkmale in Utecht
In der Liste der Baudenkmale in Utecht sind alle denkmalgeschützten Bauten der mecklenburgischen Gemeinde Utecht und ihrer Ortsteile aufgelistet. Grundlage ist die Veröffentlichung der Denkmalliste des Kreises Nordwestmecklenburg mit dem Stand vom 16. September 2020.

## Baudenkmale nach Ortsteilen

### Utecht
| ID   | Lage          | Bezeichnung     | Beschreibung | Bild |
| ---- | ------------- | --------------- | ------------ | ---- |
| 1427 | Postweg 1     | Wohnhaus (Post) |              |      |
| 1646 | Dorfstraße 33 | Bauernhaus      |              |      |
| 1428 | Dorfstraße 30 | Bauernhaus      |              |      |

### Campow
| ID   | Lage              | Bezeichnung | Beschreibung | Bild |
| ---- | ----------------- | ----------- | ------------ | ---- |
| 151  | Campower Straße 1 | Bauernhaus  |              |      |
| 1536 | Dorfstraße 5      | Hallenhaus  |              |      |
| 152  | Hauptstraße 7     | Wohnhaus    |              |      |

## Quelle
- Denkmalliste des Landkreises Nordwestmecklenburg (Stand: 9. November 2023; PDF, 1,2 MByte)

- Karte mit allen Koordinaten:
- OSM |
- WikiMap